# Хлопчик і світ
«Хлопчик і світ» (порт. O Menino e o Mundo) — бразильський анімаційний пригодницько-комедійний фільм, знятий Але Абреу. Світова прем'єра стрічки відбулась 20 вересня 2013 року на міжнародному анімаційному кінофестивалі в Оттаві. Також фільм був показаний на Одеському міжнародному кінофестивалі в секції «ОМКФ — дітям».

## Голосовий акторський склад
- Марко Ауреліо Кампос
- Вініціус Ґарсіа
- Лу Горта

## Визнання
| Нагороди та номінації фільму «Хлопчик і світ» | Нагороди та номінації фільму «Хлопчик і світ» | Нагороди та номінації фільму «Хлопчик і світ»             | Нагороди та номінації фільму «Хлопчик і світ» | Нагороди та номінації фільму «Хлопчик і світ» | Нагороди та номінації фільму «Хлопчик і світ» |
| Рік                                           | Кінопремія / Кінофестиваль                    | Категорія / Нагорода                                      | Номінант                                      | Результат                                     | Дж                                            |
| --------------------------------------------- | --------------------------------------------- | --------------------------------------------------------- | --------------------------------------------- | --------------------------------------------- | --------------------------------------------- |
| 2013                                          | Міжнародний кінофестиваль у Сан-Паулу         | Нагорода молодіжного журі за найкращий бразильський фільм | «Хлопчик і світ»                              | Перемога                                      |                                               |
| 2014                                          | Сієтлський міжнародний кінофестиваль          | Нагорода молодіжного журі за найкращий сімкйний фільм     | «Хлопчик і світ»                              | Номінація                                     |                                               |
| 2014                                          | Шанхайський міжнародний кінофестиваль         | Спеціальний приз журі                                     | «Хлопчик і світ»                              | Перемога                                      |                                               |
| 2014                                          | Мюнхенський кінофестиваль                     | Спеціальна згадка                                         | «Хлопчик і світ»                              | Перемога                                      |                                               |
| 2014                                          | Мілл-Веллійський кінофестиваль                | Приз аудиторії за найкращий дитячий фільм                 | «Хлопчик і світ»                              | Перемога                                      |                                               |
| 2014                                          | Каїрський міжнародний кінофестиваль           | «Срібна піраміда» за найкращий сценарій                   | Але Абреу                                     | Перемога                                      |                                               |
| 2014                                          | Куябський кіно- та відеофестиваль             | Найкращий сценарій                                        | Але Абреу                                     | Перемога                                      |                                               |
| 2014                                          | Аннеський анімаційний кінофестиваль           | Найкращий анімаційний фільм                               | «Хлопчик і світ»                              | Перемога                                      |                                               |
| 2014                                          | Аннеський анімаційний кінофестиваль           | Приз аудиторії за найкращий фільм                         | «Хлопчик і світ»                              | Перемога                                      |                                               |
| 2015                                          | Іберо-Американська кінопремія                 | Найкращий анімаційний фільм                               | «Хлопчик і світ»                              | Перемога                                      |                                               |
| 2015                                          | Гран-прі бразильського кіно                   | Найкращий анімаційний фільм                               | «Хлопчик і світ»                              | Перемога                                      |                                               |
| 2015                                          | Гран-прі бразильського кіно                   | Найкращий дитячий фільм                                   | «Хлопчик і світ»                              | Перемога                                      |                                               |
| 2015                                          | Гран-прі бразильського кіно                   | Найкращий сценарій                                        | Але Абреу                                     | Номінація                                     |                                               |
| 2016                                          | 88-ма церемонія вручення нагороди «Оскар»     | Найкращий анімаційний повнометражний фільм                | «Хлопчик і світ»                              | Номінація                                     | [ 3 ]                                         |